# Jean Clottes
Jean Clottes, né le 8 juillet 1933 à Espéraza dans l'Aude, est un préhistorien français, spécialiste du Paléolithique supérieur et de l'art pariétal.

## Biographie
Jean Clottes a fait ses études secondaires au lycée de Carcassonne de 1944 à 1950 et ses études supérieures  la Faculté des Lettres de Toulouse, de 1950 à 1957. Après avoir été professeur d'anglais débutant au lycée de Foix, il entreprend des études de préhistoire. Sa thèse portera sur les dolmens du Lot. Docteur ès lettres et sciences humaines depuis 1975, il fut ensuite le directeur des Antiquités préhistoriques de la région Midi-Pyrénées (à partir du 1er janvier 1971). Ancien conservateur général du Patrimoine au ministère de la Culture où il fut conseiller scientifique reconnu sur l'art préhistorique.
Jean Clottes est l'un des grands spécialistes de l'art préhistorique du Paléolithique. Il a étudié de nombreuses grottes préhistoriques (direction de fouilles et relevés d'art pariétal), comme la grotte de Niaux, Enlène et Les Églises en Ariège, la grotte du Placard en Charente, le Travers de Janoye dans le Tarn. Il a été le responsable de l'étude scientifique de la grotte Cosquer et de la grotte Chauvet (de 1998 à 2002).

## Théorie du chamanisme pariétal
Jean Clottes a réalisé un important travail pour essayer de comprendre le cadre conceptuel des peintures rupestres, que l’on peut relier au chamanisme. La parution du livre Les Chamanes de la préhistoire, écrit en collaboration avec David Lewis-Williams (grand spécialiste sud-africain de l'art des Bushmen San et qui est à l'origine de l'hypothèse du paléochamanisme), lui permet d'avancer plusieurs arguments allant dans le sens de la reconnaissance d'une société paléolithique axée sur la pratique des rites chamaniques : pratique du crachis notamment avec de l’oxyde de manganèse mélangé à du charbon de bois qui peut avoir les propriétés d’une drogue (de type mescaline ou LSD) favorisant l’état de transe, main négative au pochoir qui se fond dans le roc pour aller dans l'univers des esprits et capter leur force et leur puissance, signes entoptiques (signes géométriques inorganisés : points, traits, zigzags, grilles) caractéristiques du premier stade de transe, matérialisation des figures géométriques sous diverses formes (animaux, objets) lors du deuxième stade de transe. L'ouvrage, considéré par certains comme novateur, a aussi été critiqué (par exemple par Jean-Paul Demoule), amenant l'auteur à préciser ses vues en insistant sur le fait qu'il s'agit bien là d'une hypothèse scientifique étayée et non d'affirmations non fondées.

## Publications
- [1977] Inventaire des mégalithes de la France. 5 - Lot, Gallia préhistoire (Supplément 1-5), 1977, 560 p., sur persee (ISBN 978-2-222-01945-9, lire en ligne).
- [Clottes & Maurand 1983] Inventaire des mégalithes de la France. 7 - Aveyron, Gallia préhistoire (Supplément 1-7), 1983, 117 p., sur persee (ISBN 978-2-222-03072-0, lire en ligne).
- [1987] Jean Clottes, Dolmen et mendhirs du midi, Villemur-sur-Tarn, éditions Loubatières, coll. « Terres du Sud n°26 », 1987, 32 p. (ISBN 978-2-86266-048-6).
- [Clottes & Courtin 1994] Jean Clottes et Jean Courtin, La grotte Cosquer : peintures et gravures de la caverne engloutie, Paris, Seuil, 1994, 196 p. (ISBN 2-02-019820-7).
- [1995] Les Cavernes de Niaux : Art préhistorique en Ariège, 1995, Seuil, 1995 (réimpr. Errance, 2010), 177 p. (ISBN 2-02-022952-8) ; rééd.  (ISBN 978-2-87772-439-5).
- [Clottes & al. 1996] Jean Clottes, Jean Guilaine, André Langaney et Dominique Simonnet, La plus belle histoire de l'Homme. Comment la Terre devint humaine, Paris, Seuil, 1996 (réimpr. éd. du Seuil, coll. « Points » (no 897), 2001, 186 p.,  (ISBN 2-02-050576-2), (BNF 37689330)), 164 p. (ISBN 2-02-026440-4).
- [Clottes & Lewis-Williams 1997] Jean Clottes et David Lewis-Williams, Les chamanes de la préhistoire : transe et magie dans les grottes ornées, Paris, Seuil, 1997, 118 p. (ISBN 2-02-028902-4).
- [1999] Grandes girafes et fourmis vertes : petites histoires de préhistoire, Paris, la maison des roches, 1999, 187 p. (ISBN 2-912691-09-5).
- [1999] La Vie et l'art des Magdaléniens en Ariège, La maison des roches, 1999, 699 p. (ISBN 978-2-912691-07-1).
- [2000] Le Musée des roches. L'art rupestre dans le monde, Paris, Seuil, 2000, 118 p. (ISBN 2-02-040377-3, présentation en ligne).
- [2002] La Préhistoire expliquée à mes petits-enfants, Seuil, 2002 (ISBN 978-2-02-052687-6).
- [Clottes & Azéma 2005] Jean Clottes et Marc Azéma, « Les images de félins de la grotte Chauvet », Bull. Société Préhistorique Française « Recherches pluridisciplinaires dans la grotte Chauvet : Actes de la séance de la Société Préhistorique Française, 11 et 12 octobre 2003, Lyon »,‎ 2005, p. 173-182 (lire en ligne [sur persee]).
- [Clottes, Courtin & Vanrell 2005] Jean Clottes, Jean Courtin et Luc Vanrell, Cosquer redécouvert, éd. du Seuil, 2005, 255 p..
- [2005] Jean Clottes et Marc Azéma, Les félins de la grotte Chauvet, Seuil, 2005.
- [2007] Après "Les Chamanes", polémique et réponses, Paris, Seuil, coll. « Points », 2007, 236 p. (ISBN 978-2-7578-0408-7, présentation en ligne).
- [Azéma & Clottes 2008] Marc Azéma et Jean Clottes, « Les signes de type Chauvet », International Newsletter on Rock Art (INORA), no 50,‎ 2008, p. 2-7.
- [Azéma & Clottes 2008] Marc Azéma et Jean Clottes, « Traces de doigts et dessins dans la grotte Chauvet (Salle du Fond) », INORA, no 52,‎ 2008, p. 1-5 (lire en ligne [PDF] sur icomos.org, consulté le 17 mai 2018).
- [2001] L'Art des cavernes préhistoriques, Londres/Paris, Phaidon, 2010, 326 p. (ISBN 978-0-7148-5689-6).
- [2010] Jean Clottes (dir.), Maurice Arnold, Norbert Aujoulat, Dominique Baffier et al., Grotte Chauvet : l'art des origines, Seuil, 2010 (ISBN 978-2-02-102208-7).
- [Clottes & al. 2010] Jean Clottes, Alberto Manguel et Éric Mézil (trad. de l'espagnol, photogr. Barcelo), Terra Mare : Miquel Barceló (livre accompagnant une exposition), Arles, Actes Sud, coll. « Lambert », 2010, 369 p. (ISBN 978-2-7427-9142-2).
- [Clottes & al. 2010] Jean Clottes (dir.), Dominique Baffier, Michel Barbaza, François Bon et al., La France préhistorique, un essai d’histoire, Paris, Gallimard, 2010, 574 p. (ISBN 978-2-07-039610-8).
- [2010] L'art pléistocène dans le monde (Actes du Congrès IFRAO, Tarascon-sur-Ariège, 6-11 septembre 2010, « Art pléistocène en Europe »), 2010.
- [2011] Pourquoi l'art préhistorique, Paris, Gallimard, 2011, 330 p. (ISBN 978-2-07-044470-0).
- [Clottes & Dubey-Pathak 2013] Jean Clottes et Meenakshi Dubey-Pathak, Des images pour les dieux : art rupestre et art tribal dans le centre de l'Inde, Arles, Errance, 2013, 142 p. (ISBN 978-2-87772-559-0).
- [Azéma & Clottes 2014] Marc Azéma et Jean Clottes, « Découvertes - Signes (aurignaciens ?) identiques dans les grottes Chauvet-Pont d’Arc et Candamo », INORA, no 70,‎ 2014 (lire en ligne [PDF], consulté le 17 mai 2018).
- [Clottes & al. 2014] Robert Bégouën, Jean Clottes, Valérie Feruglio, Andreas Pastoors, Sébastien Lacombe (coop.), Jörg Hansen (coop.), Hubert Berke (coop.) et al. (préf. Henry de Lumley), La caverne des Trois-Frères : anthologie d'un exceptionnel sanctuaire préhistorique, Association Louis Bégouën, 2014, 248 p. (lire en ligne).
- [2015] Une vie d'art préhistorique, Grenoble, éd. Jérôme Millon, 2015, 1193 p. (ISBN 978-2-84137-318-5).
- [2016] Une journée à la grotte Chauvet et autres récits, Nîmes, Totem, 2016, 256 p. (ISBN 978-2-9557348-0-3).

## Récompenses et distinctions

### Décorations
- Chevalier de la Légion d'honneur Il est élevé au grade de chevalier par décret du 13 juillet 2000 pour récompenser ses 41 ans de services civils et militaires[7].
- Commandeur de l'ordre national du Mérite Il est promu au grade de commandeur par décret du 15 mai 2015[8]. Il était officier du 4 juillet 1991.
- Commandeur de l'ordre des Palmes académiques (2007)
- Chevalier de l'ordre des Arts et des Lettres (1973)